# Chloridoideae

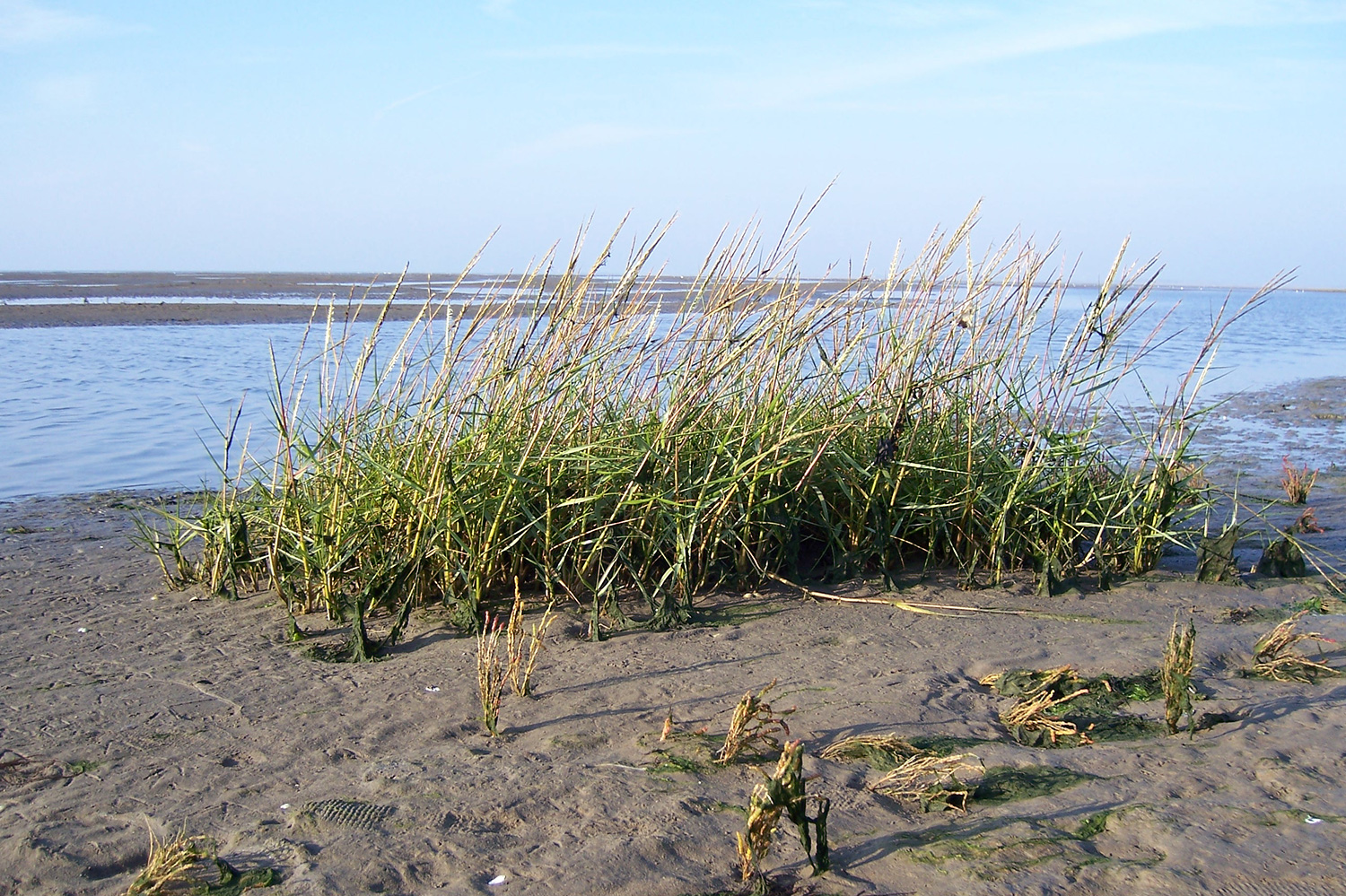
Spartina anglica.

Chloridoideae Beilschmied é uma das maiores subfamílias de gramíneas, pertencente à família Poaceae, com cerca de 150 gêneros e 1.600 espécies, encontradas principalmente em pastagens tropicais ou subtropicais áridas.

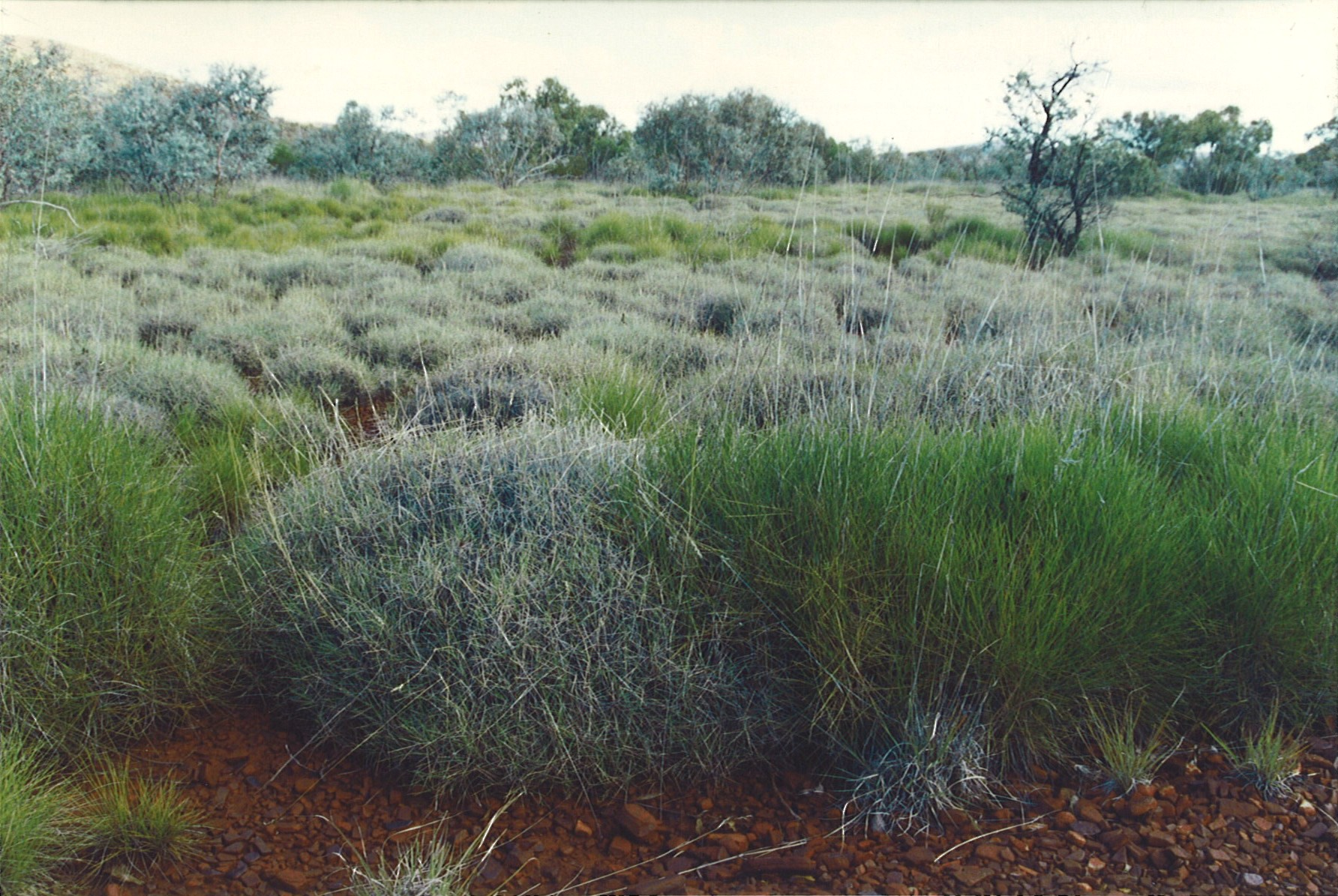
Triodia pungens.

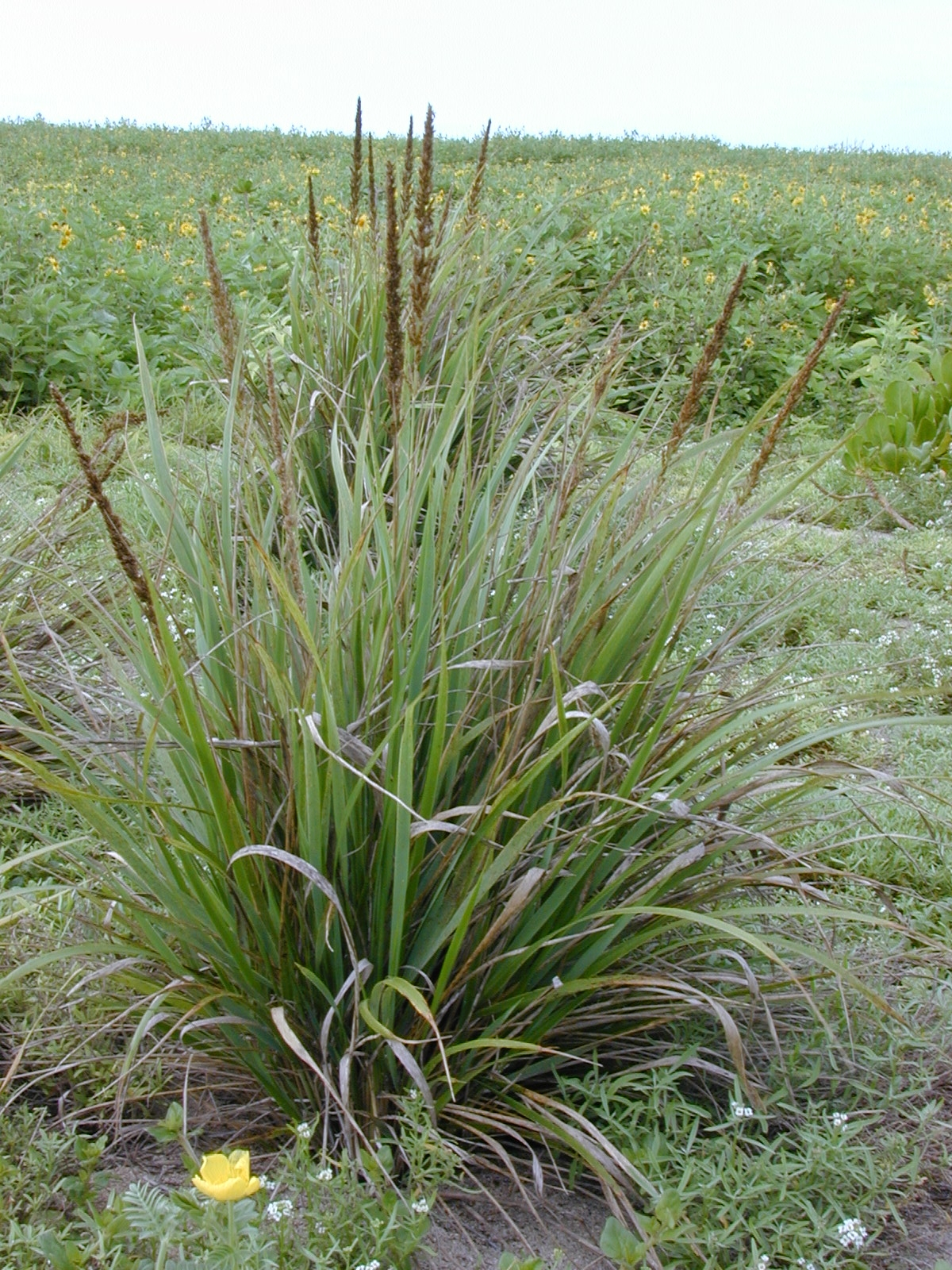
Eragrostis variabilis.

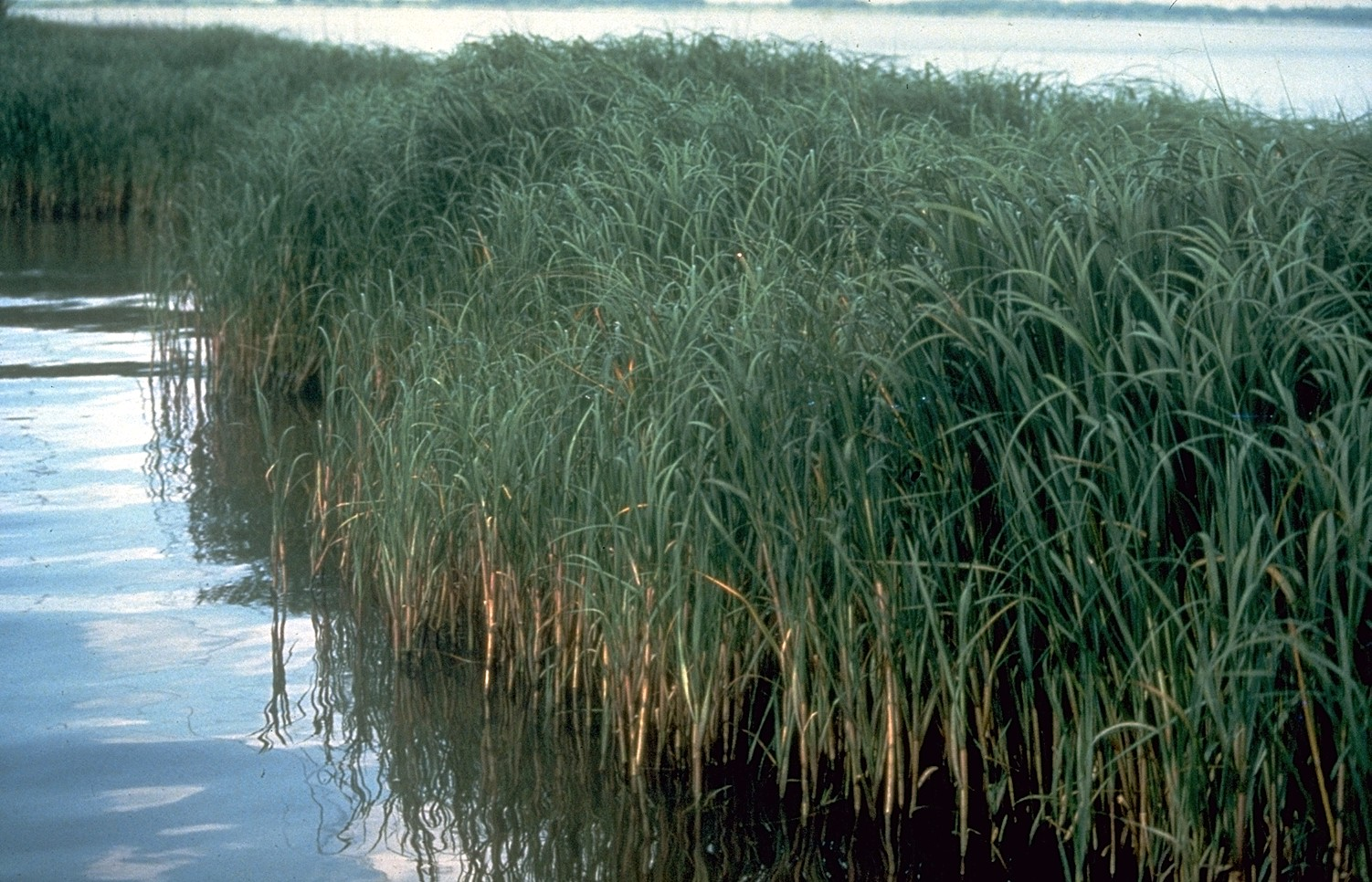
Spartina alterniflora.

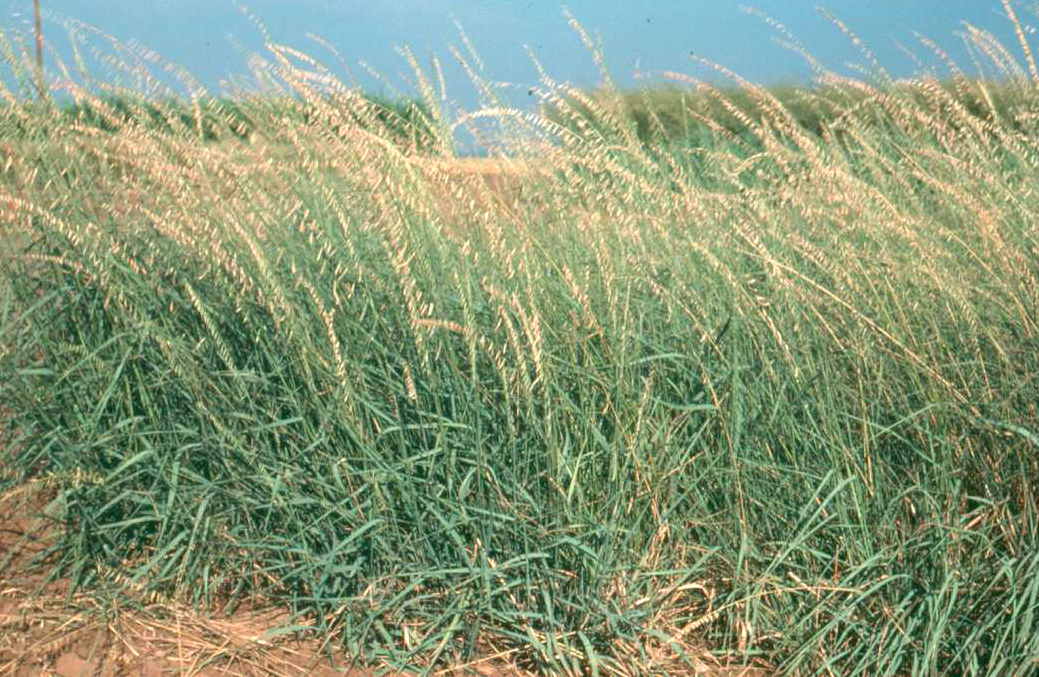
Bouteloua curtipendula.

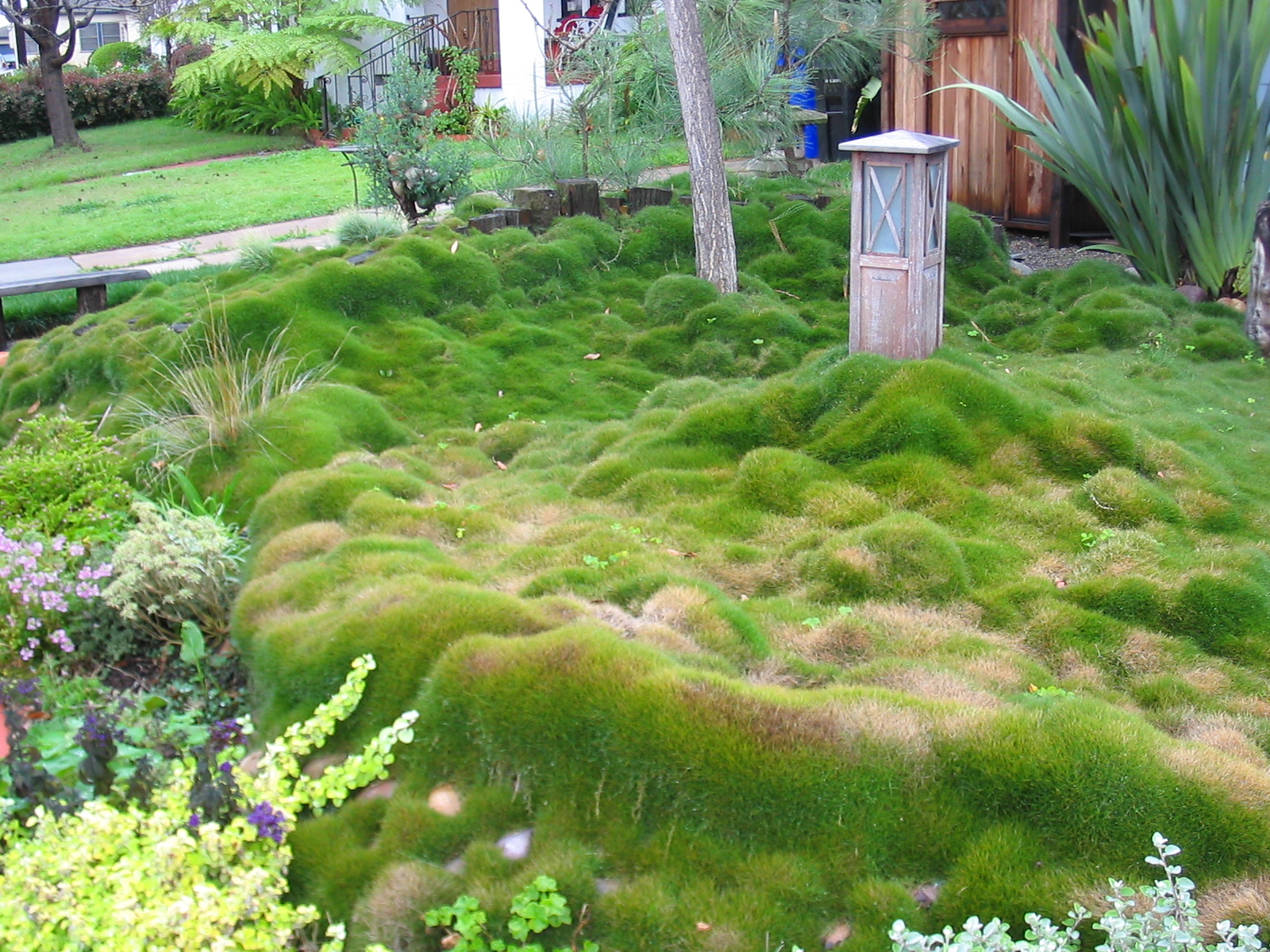
Grama Zoysia.

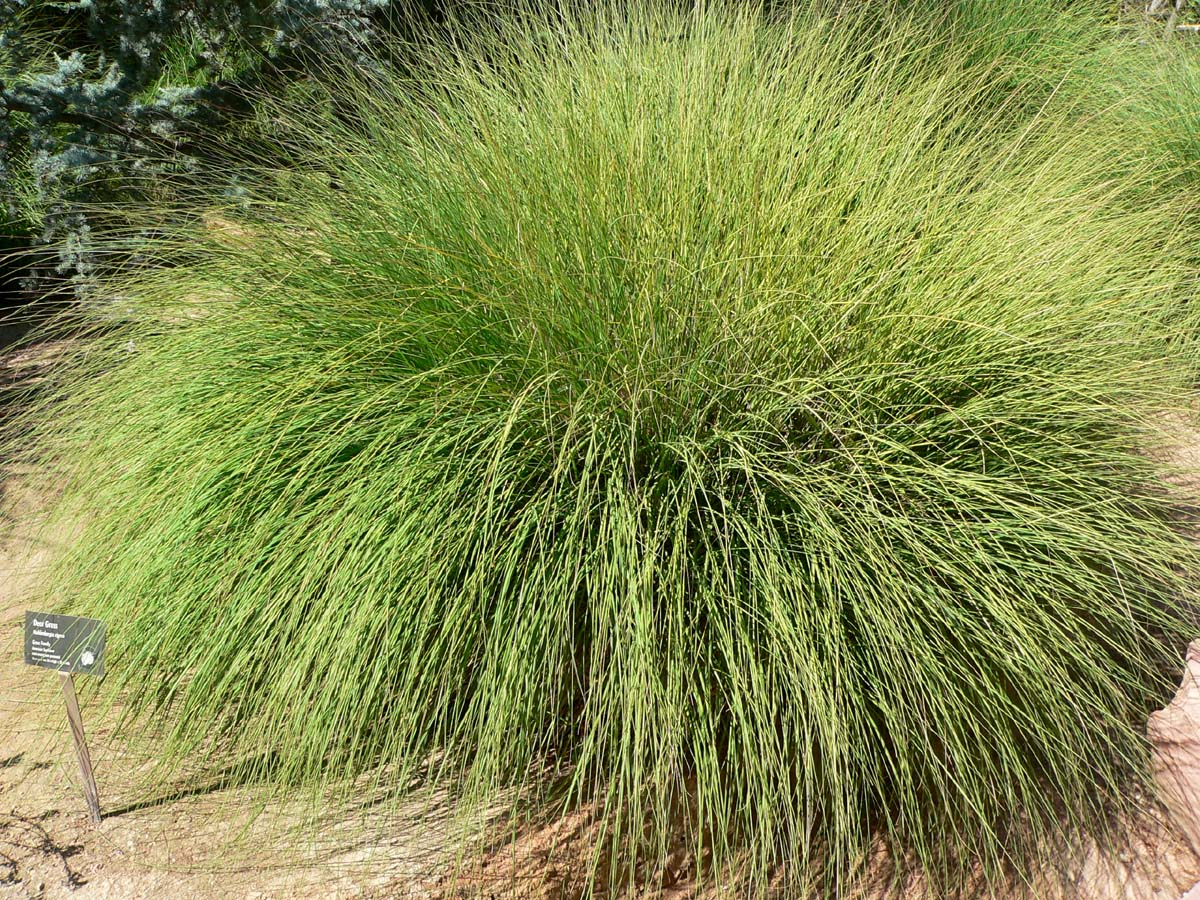
Muhlenbergia rigens.

No Brasil, existem pelo menos 28 espécies e duas variedades.

## Sinônimos
- Chloridaceae (Berchtold & J. Presl) Herter, Eragrostidaceae (Stapf) Herter, Pappophoraceae (Kunth) Herter, Spartinaceae Burnett, Sporobolaceae Herter

## Classificação das Chloridoideae
| Tribos          | Gêneros |
| --------------- | --- |
| Orcuttieae      | Neostapfia, Orcuttia, Tuctoria |
| Pappophoreae    | Cottea, Enneapogon, Kaokochloa, Pappophorum, Schmidtia |
| Triodieae       | Monodia, Plectrachne, Symplectrodia, Triodia |
| Grupo principal | Incluindo Chlorideae, Cynodonteae, Eragrosteae, Sporoboleae, Aeluropodeae, Jouveae, Unioleae, Leptureae, Lappagineae, Spartineae, Trageae, Perotideae, Pommereulleae Acamptoclados, Acrachne, Aegopogon, Aeluropus, Afrotrichloris, Allolepis, Apochiton, Astrebla, Austrochloris, Bealia, Bewsia, Blepharidachne, Blepharoneuron, Bouteloua, Brachyachne, Brachychloa, Buchloë, Buchlomimus, Calamovilfa, Catalepis, Cathestechum, Chaetostichium, Chaboissaea, Chloris, Chrysochloa, Cladoraphis, Coelachyropsis, Coelachyrum, Craspedorhachis, Crypsis, Ctenium, Cyclostachya, Cynodon, Cypholepis, Dactyloctenium, Daknopholis, Dasyochloa, Decaryella, Desmostachya, Diandrochloa, Dignathia, Dinebra, Diplachne, Distichlis, Drake-Brockmania, Ectrosia, Ectrosiopsis, Eleusine, Enteropogon, Entoplocamia, Eragrostiella, Eragrostis, Erioneuron, Eustachys, Farrago, Fingerhuthia, Gouinia, Griffithsochloa, Gymnopogon, Halopyrum, Harpachne, Harpochloa, Heterachne, Heterocarpha, Hilaria, Hubbardochloa, Indopoa, Ischnurus, Jouvea, Kampochloa, Kengia, Leptocarydion, Leptochloa, Leptochloöpsis, Leptothrium, Lepturella, Lepturidium, Lepturopetium, Lepturus, Lintonia, Lophacme, Lopholepis, Lycurus, Melanocenchris, Microchloa, Monanthochloë, Monelytrum, Mosdenia, Muhlenbergia, Munroa, Myriostachya, Neeragrostis, Neesiochloa, Neobouteloua, Neostapfiella, Neyraudia, Ochthochloa, Odyssea, Opizia, Orinus, Oropetium, Oxychloris, Pentarrhaphis, Pereilema, Perotis, Piptophyllum, Planichloa, Pogonarthria, Pogoneura, Pogonochloa, Polevansia, Pommereulla, Pringleochloa, Psammagrostis, Pseudozoysia, Psilolemma, Pterochloris, Redfieldia, Reederochloa, Rendlia, Richardsiella, Saugetia, Schaffnerella, Schedonnardus, Schenckochloa, Schoenefeldia, Sclerodactylon, Scleropogon, Silentvalleya, Soderstromia, Sohnsia, Spartina, Sporobolus, Steirachne, Stiburus, Swallenia, Tetrachaete, Tetrachne, Tetrapogon, Thellungia, Tragus, Trichoneura, Tridens, Triplasis, Tripogon, Triraphis, Uniola, Urochondra, Vaseyochloa, Vietnamochloa, Viguierella, Willkommia, Zoysia |

| Tribos        | Gêneros |
| ------------- | --- |
| Cynodonteae   | Aegopogon - Afrotrichloris - Astrebla - Austrochloris - Bouteloua - Brachyachne - Catalepis - Chloris - Chrysochloa - Craspedorhachis - Ctenium - Cynodon - Daknopholis - Decaryella - Dignathia - Enteropogon - Eustachys - Farrago - Gymnopogon - Harpochloa - Hilaria - Kampochloa - Leptothrium - Lepturidium - Lepturopetium - Lintonia - Lopholepis - Melanocenchris - Microchloa - Monelytrum - Mosdenia - Neobouteloua - Neostapfiella - Oxychloris - Perotis - Pleuraphis - Pogonochloa - Polevansia - Pommereulla - Pseudozoysia - Schaffnerella - Schedonnardus - Schoenefeldia - Spartina - Tetrachaete - Tetrapogon - Tragus - Trichloris - Willkommia - Zoysia |
| Eragrostideae | Acrachne - Aeluropus - Allolepis - Apochiton - Bealia - Bewsia - Blepharidachne - Blepharoneuron - Brachychloa - Calamovilfa - Chaboissaea - Cladoraphis - Coelachyrum - Crypsis - Dactyloctenium - Dasyochloa - Desmostachya - Dinebra - Distichlis - Drake-Brockmania - Ectrosia - Ectrosiopsis - Eleusine - Entoplocamia - Eragrostiella - Eragrostis - Erioneuron - Fingerhuthia - Gouinia - Habrochloa - Halopyrum - Harpachne - Heterachne - Hubbardochloa - Indopoa - Jouvea - Kengia - Leptocarydion - Leptochloa - Lophacme - Lycurus - Monanthochloe - Monodia - Muhlenbergia - Munroa - Myriostachya - Neesiochloa - Neyraudia - Ochthochloa - Odyssea - Orinus - Oropetium - Pereilema - Planichloa - Plectrachne - Pogonarthria - Pogononeura - Psammagrostis - Psilolemma - Redfieldia - Reederochloa - Rheochloa - Richardsiella - Schenckochloa - Sclerodactylon - Scleropogon - Silentvalleya - Sohnsia - Sporobolus - Steirachne - Swallenia - Symplectrodia - Tetrachne - Thellungia - Trichoneura - Tridens - Triodia - Triplasis - Tripogon - Triraphis - Uniola - Urochondra - Vaseyochloa - Viguierella |
| Leptureae     | Lepturus |
| Orcuttieae    | Neostapfia - Orcuttia - Tuctoria |
| Pappophoreae  | Cottea - Enneapogon - Kaokochloa - Pappophorum - Schmidtia |

### Fonte: NCBI Browser Taxonomy[4]
| Tribos                       | Gêneros |
| ---------------------------- | --- |
| Cynodonteae                  | Acrachne, Aegopogon, Aeluropus, Astrebla, Bouteloua, Brachyachne, Buchloe, Calamovilfa, Catalepis, Chloris, Cladoraphis, Cleistachne, Coelachyrum, Crypsis, Cynodon, Dactyloctenium, Dinebra, Diplachne, Distichlis, Eleusine, Enteropogon, Entoplocamia, Eragrostiella, Eragrostis, Eustachys, Fingerhuthia, Gymnopogon, Hilaria, Kengia, Leptochloa, Microchloa, Monanthochloe, Monodia, Muhlenbergia, Oxychloris, Perotis, Plectrachne, Polevansia, Reederochloa, Rendlia, Schedonnardus, Spartina, Sporobolus, Stiburus, Tetrachne, Tetrapogon, Tragus, Trichloris, Trichoneura, Tridens, Triodia, Tripogon, Triraphis, Uniola, Vaseyochloa, Zoysia |
| Leptureae                    | Lepturus |
| Orcuttieae                   | Neostapfia, Orcuttia, Tuctoria |
| Pappophoreae                 | Cottea, Enneapogon, Pappophorum, Schmidtia |
| Chloridoideae incertae sedis | Centropodia, Heterachne, Lintonia, Melanocenchris, Merxmuellera rangei, Pogonarthria |